# Ready or Not (Beverly Hills, 90210)
Ready or Not is de vijftiende aflevering van het achtste seizoen van het tienerdrama Beverly Hills, 90210, die voor het eerst werd uitgezonden op 7 januari 1998.

## Plot
Brandon en Kelly zijn samen op stap in de After Dark als Emma langskomt om haar column af te geven. Na wat praten, ziet ze ineens dat Kelly het horloge omheeft die zij als cadeau aan Brandon heeft gegeven. Ze is hier geïrriteerd over en laat dat merken aan Brandon, die blijft haar zeggen dat hij niet verder wil met haar en bij Kelly wil blijven. Emma blijft toespelingen maken ook als Kelly erbij is. Emma is op bezoek bij Kelly als Brandon binnenkomt en laat haar merken dat hij hier niet blij mee is. Als Emma alleen in de keuken is dan laat zij “per ongeluk”  het horloge van Kelly in kokend water vallen. Ze staat erop om een nieuw horloge te kopen en vraagt aan Brandon waar hij dit gekocht heeft, nu staat Brandon met zijn mond vol tanden. Emma heeft in haar nieuwe column weer over haar fictieve vriendin die een relatie heeft met een man die een relatie heeft. Kelly wil weten wat zij gaat doen niet wetende dat het over Emma en Brandon gaat. Later als Brandon en Kelly naar bed gaan wordt er gebeld, Brandon neemt op en hoort dat het Emma is. Ze hebben het over hun intieme nacht en Brandon beseft niet dat dit gesprek opgenomen wordt door Emma. De volgende dag wil Brandon naar huis rijden vanaf zijn werk als hij een envelop ontdekt op zijn auto, het blijkt een tape te bevatten en bij het beluisteren hoort hij het gesprek wat hij had met Emma over de telefoon. Kelly zet de aanklachten tegen de dokter niet door omdat het moeilijk te bewijzen is van de ongewenste intimiteiten. Maar de dokter komt erachter dat zij geklaagd heeft bij het bestuur en is boos op Kelly en wil dat zij haar baan opzegt. Kelly is hier boos over en wil niet zomaar opgeven en besluit om te blijven. Kelly en de directrice van de stichting zetten een plan op om de dokter in de val te lokken. Kelly zoekt de dokter op en besluit om hem te vleien zodat hij haar ongepast zal benaderen. Ondertussen luister de directrice mee via de intercom die Kelly aangezet heeft. Zo hoort zij wie de dokter echt is en ontslaat hem per direct. Kelly attendeert de directrice op het feit dat de vader van Donna ook dokter is en met plezier hier komt werken.
David is in het toilet van de After Dark als hij ziet dat Noah een pakje condooms uit een automaat haalt en denkt dat het echt serieus is tussen Noah en Donna en heeft het er moeilijk mee. David beklaagt zich hierover bij Valerie en zij zegt hem dat Donna niet zo snel gaat en dat hij rustig moet blijven. David die denkt dat Noah en Donna seks hebben gehad besluit om ook seks te hebben met Valerie omdat hij nu zijn kansen met Donna helemaal heeft zien verdampen. Als hij later hoort van Donna dat zij nog niets gedaan heeft met Noah beseft David dat hij een fout heeft gemaakt. Donna en Noah hebben een romantisch diner en besluiten de avond met een intieme nacht samen. Donna maakt zich ondertussen zorgen om een sollicitatie gesprek die ze binnenkort heeft bij een bekende ontwerpstudio en oefent haar gesprek met Steve. Carly komt erbij met Zach beklagend dat ze haar huis even uit moet vanwege werkzaamheden. Donna biedt haar onderdak aan in haar strandappartement waar ze kamers over heeft. Carly neemt dolblij haar aanbod aan en zo trekken ze bij Donna in. De avond voordat Donna haar sollicitatiegesprek heeft is Zach aan het kleuren en zoekt nieuw papier om te kleuren, hij komt uit bij ontwerpen van Donna en besluit die in te kleuren. Donna beseft dit niet en gaat zonder kijken naar het gesprek. Daar ontdekt wat Zach gedaan heeft en ze schaamt zich dood, maar de ontwerper vindt de ontwerpen prachtig en besluit Donna aan te nemen.
Brandon en Steve hebben het druk met mensen aannemen voor hun krant. Eerst moeten ze een nieuwe secretaresse vinden omdat hun vorige zomaar opgestapt is en ze vinden iemand die zeer enthousiast is, namelijk een vrouw met de naam Janet. Daarna zoeken ze David op om hem een baan aan te bieden als recensent voor hun krant om te schrijven over muziek en bands.
Dit is de eerste aflevering van Lindsay Price als Janet Sosna.

## Rolverdeling
- Jason Priestley - Brandon Walsh
- Jennie Garth - Kelly Taylor
- Ian Ziering - Steve Sanders
- Brian Austin Green - David Silver
- Tori Spelling - Donna Martin
- Tiffani Thiessen - Valerie Malone
- Joe E. Tata - Nat Bussichio
- Lindsay Price - Janet Sosna
- Hilary Swank - Carly Reynolds
- Vincent Young - Noah Hunter
- Myles Jeffrey - Zach Reynolds
- Angel Boris - Emma Bennett
- Robert Curtis Brown - Robert Gwinnet
- George DelHoyo - Dr. Monahan
- Brian McKnight - Zichzelf (muzikale gast)